# Philosophie première
La philosophie première était, dans le Moyen Âge central (XIIe et XIIIe siècles), la métaphysique générale. Aujourd'hui, elle s'apparente plus particulièrement à l'une de ses parties : l'ontologie, c'est-à-dire la science de l'être, de l'étant.
Cette philosophie a participé au développement de l'Histoire des sciences en Occident (Europe occidentale actuelle).
La philosophie première se fondait sur la philosophie d'Aristote ( IVe siècle Av. J.C.), qui fut étudiée au XIIe siècle à la suite des contacts avec la civilisation arabo-musulmane. Les traités d'Aristote furent traduits de l'arabe en latin, puis directement du grec ancien en latin, à Tolède et dans plusieurs villes d'Italie. La philosophie première a été développée et structurée par l'école scolastique et les grands philosophes médiévaux, notamment par Thomas d'Aquin, à partir des principaux éléments de la philosophie d'Aristote, en cohérence avec les autres philosophes.
Albert le Grand et Roger Bacon l'introduisirent dans les premières universités occidentales (Bologne, Paris, Oxford, Salamanque, etc.). Même si ces derniers critiquèrent quelques insuffisances de la physique d'Aristote (qui, hormis certains aspects de ce que l'on avait rangé dans la métaphysique, étaient distinctes de la philosophie), sa philosophie n'en garde pas moins un intérêt aujourd'hui sur le plan de l'observation de la nature (physis en grec).

## Critique de la philosophie première (XVIIesiècle)
La philosophie première fut très décriée par Descartes, dans les Méditations sur la philosophie première (1641), sur le prétexte que la physique d'Aristote ne permettait pas d'expliquer les découvertes de l'astronomie. Elle fut aussi critiquée par d'autres philosophes cartésiens ou rationalistes, dans le contexte de la controverse ptoléméo-copernicienne.
Thomas Hobbes, néanmoins, conserva l'idée d'une philosophie première et en étudia les aspects politiques.

## Renouveau de la philosophie première
Après plusieurs écrits de philosophie vivante, l'essayiste Jean-Denis Stauder, à travers une enquête portant sur Parménide, ouvre une voie sur une réappropriation de l'Être et révèle dans son ouvrage Philosophie première ou Tu es (traduction de ε grec : verbe être à la seconde personne du présent de l'indicatif ; en référence des inscriptions du temple de Delphes) l'initiation menant à la vérité fondatrice participant à la purification qui s'oppose à la doxa. L'épistémologie mise en œuvre par le maître d’Élée, Parménide, y est intégrée dans une analyse phénoménologique qui montre les limites de cette dernière. L'auteur, pour purifier l'approche correspondante à l'initiation de l'éléate, introduit le concept de phénoménophrasie.
J.D. Stauder développe dans les pas du Phôlarkhos, épiclèse de Parménide, une traduction du poème de la nature qui aurait dû s'intituler poème de la méthode, tant l'éléate se révèle être le précurseur de Descartes.[réf. nécessaire]